# Бяла магия
„Бяла магия“ е български игрален филм (драма) от 1982 година на режисьора Иван Андонов, по сценарий на Константин Павлов. Оператор е Виктор Чичов. Музиката във филма е композирана от Георги Генков. Филмът е заснет в село Ковачевица.

## Актьорски състав
Роли във филма изпълняват актьорите:
- Пламена Гетова – Перса
- Антон Горчев – Стоядин Геров
- Велко Кънев – Андро
- Иван Григоров – Стоил
- Илка Зафирова – Герова
- Георги Калоянчев – Бог
- Петър Слабаков – Дявол
- Кунка Баева – Стрина Неда
- Стоян Гъдев – Данчо
- Никола Тодев
- Гергана Георгиева
- Георги Кючуков
- Кина Дашева
- Мирослава Стоянова
- Венета Зюмбюлева
- Полина Доростолска
- Жана Гачева
- Васил Вачев
- Меглена Караламбова – майката на Сребрина
- Петър Димов
- Жана Караиванова
- Йордан Гаджев
- Лазар Ганев
- Весела Златева
- Катя Тодорова
- Надя Якимова
- Цветана Островска
- Ваня Тодорова
- Дичо Дичев
- Димитър Драганов
- Елвира Иванова
- Марио Кръстев
- Александър Палиев
- Стела Арнаудова
- Янко Здравков
- Елена Мицева

и други

## Награди
- „Награда за женска роля“ на Пламена Гетова, (Варна, 1982).
- „Награда за музика“, (Варна, 1982).
- „Наградата за операторска работа“ на СБФД (1982).
- „Наградата за женска роля“ за Кунка Баева на СБФД (1982).
- „II награда за филм“, (Кадис, Испания, 1982).